# Miloš Adamec
Miloš Adamec (* 4. srpna 1959) je profesor chirurgie v Institutu klinické a experimentální medicíny a bývalý český fotbalista. Je synem předlistopadového předsedy vlády Ladislava Adamce.

## Život
V Institutu klinické a experimentální medicíny pracuje od roku 1984. Přednostou Kliniky transplantační chirurgie byl od roku 2004 do roku 2011.

### Fotbalová kariéra
V československé lize hrál za Spartu Praha. Nastoupil v 1 ligovém utkání. Gól v lize nedal.

### Ligová bilance
| Ročník                                   | Zápasy | Góly | Klub         |
| ---------------------------------------- | ------ | ---- | ------------ |
| 1. československá fotbalová liga 1977/78 | 1      | 0    | Sparta Praha |
| CELKEM 1. liga                           | 1      | 0    |              |

### Politická kariéra
V roce 2012 vedl společnou kandidátku SPOZ a Strana Češi. Byl lídrem strany SPOZ ve středočeském kraji ve volbách do poslanecké sněmovny v roce 2013, ale neuspěl.